# David Robbins
David Robbins (Los Angeles, 29 gennaio 1955) è un compositore statunitense.
Ha composto musiche per film, serie televisive ed è direttore musicale della compagnia teatrale The Actors' Gang.
È fratello di Tim Robbins.

## Filmografia parziale

### Cinema
- Bob Roberts, regia di Tim Robbins (1992)
- Un pezzo da 20 (Twenty Bucks), regia di Keva Rosenfeld (1993)
- Savior, regia di Predrag Antonijević (1998)
- Il prezzo della libertà (Cradle Will Rock), regia di Tim Robbins (1999)
- How to Kill Your Neighbor's Dog, regia di Michael Kalesniko (2002)
- Alla scoperta di Charlie (King of California), regia di M. Cahill (2007)
- War, Inc., regia di Joshua Seftel (2008)
- Welcome to Me, regia di Shira Piven (2014)

### Televisione
- The Brink - serie TV, 10 episodi (2015)

## Premi
- Ghent International Film Festival - vinto nel 1992 per Bob Roberts.[3]